# Drymaria pattersonii
Drymaria pattersonii är en nejlikväxtart som beskrevs av Billie Lee Turner. Drymaria pattersonii ingår i släktet Drymaria och familjen nejlikväxter. Inga underarter finns listade i Catalogue of Life.